# Tre Allegri Ragazzi Morti
I Tre Allegri Ragazzi Morti (spesso abbreviato in TARM) sono un gruppo musicale formatosi nel 1994 a Pordenone.

## Storia

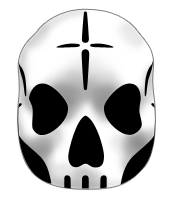
La maschera/teschio utilizzata durante i concerti

Il chitarrista e fumettista Davide Toffolo iniziò a suonare alla fine degli anni settanta quando Pordenone divenne una delle città più rilevanti per il punk rock italiano.
Questo grazie al movimento pordenonese The Great Complotto, dal quale usciranno una miriade di piccoli gruppi punk rock e new wave, che però avranno quasi tutti breve vita. Tra questi anche i Futuritmi (1983-1990), nella cui formazione, oltre a Toffolo, militava anche Gian Maria Accusani, leader dei Prozac+. Il gruppo partecipò anche al programma musicale pomeridiano D.O.C., di Renzo Arbore, e al concerto prodotto dall'artista Mariano Schiavolini in arte ARIA  delle   società Dischi Noi e Assieme edizioni di Sanremo, nel teatro Hammersmith odeon di Londra. Il Gruppo  è stato anche  ospite  al Festival di Sanremo nel 1990 all'interno dello special dedicato agli artisti internazionali  "Sanremo  International"  dove erano ospiti Van Morrison, Depeche Mode, Roxette, Adam Ant, Sinéad O'Connor, The Mission, Jimmy Somerville, The Alarm, Curiosity Killed the Cat, Everything but the Girl, e molti altri.

### Inizi e prime produzioni
I Tre Allegri Ragazzi Morti nacquero nel 1994, in un clima particolarmente attivo, per iniziativa di Toffolo, del bassista Stefano Muzzin e di Luca Masseroni (in arte Luca Casta), ai quali si unirà per il singolo Si parte il bassista Enrico Molteni (all'epoca appena 18enne), che era tra gli spettatori dei primi concerti della band e che prende il posto del dimissionario Muzzin.
Tra il 1994 ed il 1996 realizzano tre dischi autoprodotti e pubblicati solo su cassetta (Mondo Naif, Allegro Pogo Morto e Si Parte), che però vengono perlopiù ignorati dalla critica.
Nel 1997 uscì il primo LP del gruppo, Piccolo intervento a vivo, un album che unisce al suo interno registrazioni live di canzoni già presenti nelle precedenti pubblicazioni, e tracce in studio inedite.
L'album richiamò l'attenzione di alcune case discografiche, tra cui la BMG Ricordi, che mise la band sotto contratto per il successivo LP, Mostri e normali. Con questo disco si fanno conoscere sulla scena musicale italiana, attraverso un particolare rock alternativo che mette in risalto l'attitudine e la secchezza nel tratteggiare musiche e testi prettamente punk, con influenze anche blues e indie rock statunitensi.

### Pubblicazioni per la loro etichetta La Tempesta

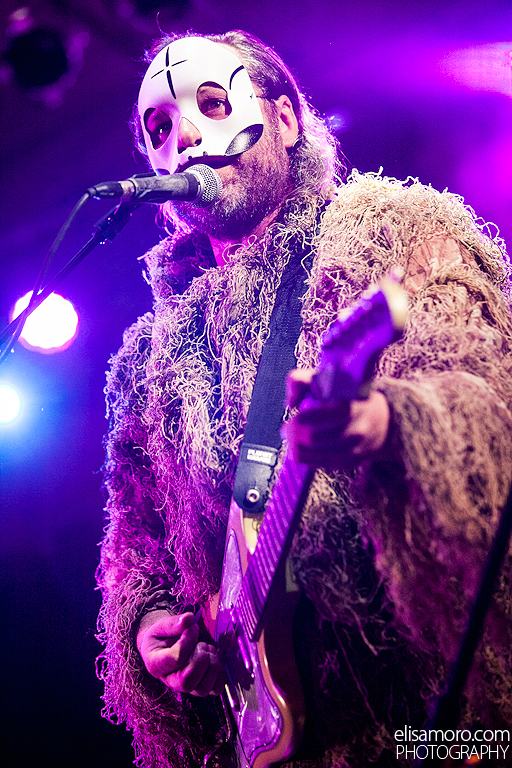
Davide Toffolo dal vivo nel 2014

Il sodalizio con la BGM dura però molto poco, poiché subito dopo (2000) i TARM aprirono una loro etichetta personale, La Tempesta Dischi, con la quale pubblicarono Il principe in bicicletta, un EP scaricabile o acquistabile esclusivamente dal sito ufficiale, e i seguenti album in studio. La Tempesta Dischi attualmente pubblica i lavori dei TARM e quelli di altri artisti come Il Teatro degli Orrori, Giorgio Canali, Moltheni e Le luci della centrale elettrica. Nel corso dell'edizione 2010 del MEI (Meeting Etichette Indipendenti), inoltre, La Tempesta viene insignita del PIMI per la migliore etichetta.
Dopo l'EP, intitolato proprio EP (2000), distribuito sul loro sito e contenente 4 tracce, nel 2001 la band pubblica l'album La testa indipendente, prodotto da Giorgio Canali. Partecipano in seguito a diverse rassegne e festival, come il Beach Bum Festival, l'Independent Days Festival e l'Arezzo Wave.
Nel 2002 la band friulana pubblica Le origini, che raccoglie i tre album pubblicati tra il 1994 e il 1996 e mai stampati fino ad allora su CD, per un totale di 25 canzoni. Nel 2003 il duo elettronico Senor Tonto riprende e riarrangia alcune canzoni dei TARM e le pubblica in rete nel disco Switched on T.A.R.M..
Il gruppo ritorna a pubblicare inediti il 5 marzo 2004, quando esce nei negozi Il sogno del gorilla bianco. Il disco, come per Il principe in bicicletta, è stato registrato e mixato presso il Natural Head Quarter Studio di Ferrara. e vanta la collaborazione di Giorgio Canali in veste di chitarrista. Lo slancio creativo resta immutato e la band intraprende un tour in cui mescolano musica, parole e disegni alle immagini ispirate al libro Intervista a Pasolini di Toffolo, dedicato alla vita di Pier Paolo Pasolini, grande intellettuale conterraneo del gruppo.
Nello stesso periodo la canzone Voglio viene scelta come colonna sonora del film Una talpa al bioparco di Fulvio Ottaviano. La band inoltre si esibisce in diverse rassegne musicali, tra cui il Tora! Tora!, il Rock Island e gli Independent Days.
Agli inizi del 2005 viene pubblicato il DVD Non mi manca niente, non ho niente, che raccoglie l'enorme lavoro prodotto nei dieci anni di carriera attraverso immagini, video e foto, fino ad arrivare all'ultimo video Rasoio, mattatoio, pazzatoio, che ha vinto anche il premio del MEI nel 2004. A questo DVD collaborano, tra gli altri, Lorenzo Vignolo, Andrea Corridori, Matteo Lena, Michele Bernardi e Andrea Toselli.
Nell'ottobre 2005 la band si reca in tour in Uruguay e Argentina, con altri gruppi della regione (Arbe Garbe, Kosovni Odpadki e Kraški Ovčarji).
Nel febbraio 2007 viene pubblicato il quinto album, dal titolo La seconda rivoluzione sessuale. Il disco è immediatamente seguito da un tour e dal video de Il mondo prima, realizzato da Matteo Lena (già regista di Rasoio, Mattatoio, Pazzatoio). Questo disco si avvale di numerose collaborazioni: Ru Catania degli Africa Unite e Agostino dei Lombroso suonano le chitarre, insieme a Giorgio Canali; a loro si aggiungono gli Zen Circus al gran completo con Brian Ritchie dei Violent Femmes e, come novità due donne, Marcella De Gregoriis e Flora Michal. Subito dopo ripartono in tour e salgono anche sul palco del The Italian Job, mini-festival tenutosi a Londra in cui musicisti indipendenti italiani si confrontano con il pubblico inglese.
Nei primi mesi del 2008 i TARM collaborano con i Grimoon per le registrazioni del disco Les 7 vies du chat, pubblicato in marzo.
Nello stesso periodo partecipano alle riprese e alla colonna sonora del film Come Dio comanda di Gabriele Salvatores. Prendono parte al progetto Post-Remixes vol. 1, album di remix edito da I Dischi della Valigetta, in cui propongono una loro versione di Around the World dei Daft Punk.
A partire dal settembre 2008, Davide Toffolo pubblica in tre volumi per Coconino Press l'edizione definitiva (compreso il finale inedito) di Cinque Allegri Ragazzi Morti, la serie a fumetti dal cui immaginario sono nati i TARM. Ognuno dei tre volumi contiene un CD della band di Pordenone: il primo è un "Best of" dal 2000 al 2007, il secondo una raccolta di rarità, il terzo invece è Mondo Naif (1994), disco d'esordio della band.
Il 26 settembre 2010 i Tre Allegri Ragazzi Morti partecipano al festival musicale Woodstock 5 Stelle organizzato a Cesena dal blog di Beppe Grillo e trasmesso dal canale televisivo nazionale Play.me, che proprio con questa diretta aprì la neonata emittente.

### Pubblicazioni recenti
Il 5 marzo 2010 esce Primitivi del futuro, il sesto album ufficiale dei Tre Allegri Ragazzi Morti. Il disco viene masterizzato a Brixton (Regno Unito) ed è caratterizzato dall'esplorazione di nuove sonorità dub e reggae con "ritmi in levare e sfumature caraibiche". A fine marzo viene diffuso il video di Puoi dirlo a tutti, diretto da Stefano Poletti e girato a Colorno.
Il 25 aprile 2010 prendono parte alla compilation-progetto Materiali resistenti, suonando anche al relativo concerto-evento tenutosi a Carpi. Inoltre prendono parte a diverse rassegne legate alla loro etichetta (come La Notte della Tempesta) e non (Maledetta primavera, Milano vista da lontano).
A distanza di nove mesi da Primitivi del futuro, il 14 dicembre viene pubblicato Primitivi del dub, rielaborazione dub dell'album precedente, in pieno stile giamaicano.
(Dalla descrizione di Primitivi del dub sul sito ufficiale de La Tempesta)
L'album è prodotto e "dubbato" da Paolo Baldini di Alambic Conspiracy (B.R. Stylers, Africa Unite, Dub Sync), che si è già occupato del missaggio di Primitivi del futuro. La pubblicazione dell'album è stata preceduta il 2 dicembre dalla distribuzione digitale dell'EP XL Dub Sessions in collaborazione con XL di Repubblica.
Da sempre interessati a Pier Paolo Pasolini, dopo avergli dedicato varie attività in passato, il trio di Pordenone torna da marzo 2011 in tour nei principali locali d'Italia, non solo con le proprie canzoni, ma anche con attività creative (a cura di Davide Toffolo) riguardanti proprio il celebre regista e scrittore italiano. Oltre a realizzare diversi lavori e concerti con La Tempesta (La Tempesta al Rivolta, La Tempesta gemella e il libro fotografico Dentro La Tempesta), i TARM nel 2011 fanno qualche apparizione televisive (Parla con me, Rai Tre) e pubblicano il libro-diario La testa indipendente.

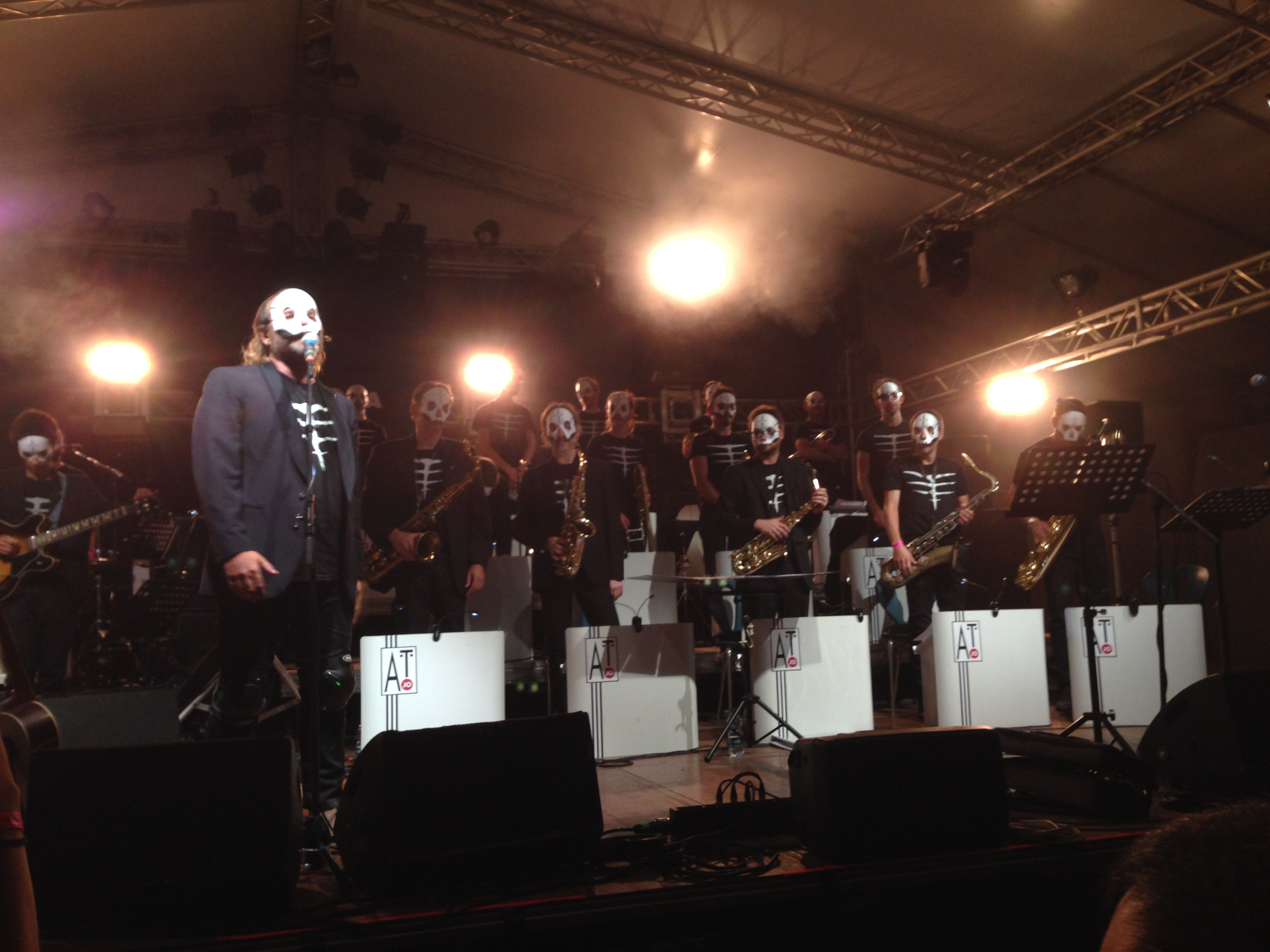
Toffolo e Molteni con l'Abbey Town Jazz Orchestra al Circolo Magnolia di Milano nel 2015

Il 7 dicembre 2012 esce l'album Nel giardino dei fantasmi per La Tempesta Dischi. A questo album, di stampo pop con sprazzi di folk, blues, musica etnica e afro beat, hanno preso parte Andrea Maglia (che accompagnerà il gruppo anche dal vivo) Giulio Frausin (The Sleeping Tree, Mellow Mood) e un gruppo vocale chiamato I Fantasmi.
Nel periodo giugno-luglio 2013 aprono diverse tappe del tour negli stadi di Jovanotti. Nel luglio dello stesso anno pubblicano, in allegato facoltativo al numero 88 della rivista XL di Repubblica, un album live chiamato Il fantastico introvabile live. Bootleg
Nel 2015 i TARM si esibiscono nel tour Unplugged, una serie di concerti acustici in locali di dimensioni modeste e nel maggio dello stesso anno la band pubblica l'album Quando eravamo swing, una raccolta di brani riarrangiati in stile swing con l'Abbey Town Jazz Orchestra, con la collaborazione di Maria Antonietta nel brano Occhi bassi serenade, al quale è seguito il tour estivo di presentazione dell'album.
Il 12 gennaio 2016 la band annuncia il nuovo album dal titolo Inumani in uscita venerdì 11 marzo 2016 per La Tempesta Dischi. Il 25 febbraio viene pubblicato il primo singolo estratto dal disco, "In questa grande città (La prima cumbia)", che vede la partecipazione di Jovanotti e Monique "Honeybird" Mizrahi. Il tour di Inumani è composto da undici date, in cui i TARM condividono il palco anche con la formazione italo-statunitense Honeybird & the Monas.
Il 25 gennaio 2019 viene pubblicato Sindacato dei sogni, il nono album in studio.
Il 25 marzo 2022 esce l'album Meme K Ultra, composto insieme ai Cor Veleno. Al tour in supporto al disco fa seguito una serie di date di Pasolini, concerto disegnato, spettacolo dedicato a Pier Paolo Pasolini.
Nel febbraio del 2024, la band ha annunciato l'uscita di un nuovo album, Garage Pordenone, prevista per il 12 aprile 2024; il disco è stato anticipato dai singoli Ho'oponopono. e La sola concreta realtà.
Il 6 dicembre 2024 è uscito Garage dub, versione remixata di Garage Pordenone in chiave dub.

## Maschere ed esibizioni
(Davide Toffolo, 2021)
La band ha deciso di non donare la propria immagine ai media e di immaginarsi dentro la matita di Davide Toffolo, popolare disegnatore di fumetti, e di nascondersi inoltre dietro maschere/teschio divenute feticcio e simbolo dell'immaginario evocato dai testi e soprattutto dagli spettacoli live, al punto di pregare il pubblico di non scattare fotografie quando levandosele mostrano il viso, sebbene tali fotografie siano state a volte scattate durante il backstage. Per le video-interviste si coprono ancora il volto con la medesima maschera.

## Formazione

### Formazione attuale
- Davide Toffolo – voce, chitarra (1994-presente)
- Enrico Molteni – basso, cori (1996-presente)
- Luca Masseroni – batteria, cori (1994-presente)

Turnisti
- Andrea Maglia – chitarra, cori (2012-presente)
- Marcella De Gregoriis – voce (2007-2009, 2024-presente)

### Ex componenti
- Stefano Muzzin – basso (1994-1995)

Ex turnisti
- Stefano Pasutto – chitarra, cori (2007-2011)
- Adriano Viterbini – chitarra (2016-2018)[30]
- Monique "Honeybird" Mizrahi – charango elettrico, chitarra, diamonica, cori (2016-2018)

## Discografia

### Album in studio
- 1994 – Mondo naïf (autoproduzione)
- 1995 – Allegro pogo morto (autoproduzione)
- 1997 -- Piccolo intervento a vivo
- 1999 – Mostri e normali
- 2001 – La testa indipendente
- 2004 – Il sogno del gorilla bianco
- 2007 – La seconda rivoluzione sessuale
- 2010 – Primitivi del futuro
- 2012 – Nel giardino dei fantasmi
- 2016 – Inumani
- 2019 – Sindacato dei sogni
- 2022 – Meme K Ultra (con i Cor Veleno)
- 2024 – Garage Pordenone

### Album di remix
- 2010 – Primitivi del dub
- 2024 – Garage dub

### Album dal vivo
- 1997 – Piccolo intervento a vivo
- 2013 – Il fantastico introvabile live. Bootleg
- 2014 – Unplugged

### Raccolte
- 2002 – Le origini
- 2015 – Quando eravamo swing (con l'Abbey Town Jazz Orchestra)

### EP
- 1996 – Si parte (autoproduzione)
- 2000 – Il principe in bicicletta
- 2010 – XL Dub Sessions[31]

### Singoli non presenti in album
- 2015 – Vivere fuggendo
- 2019 – Lavorare per il male (feat. Pierpaolo Capovilla)
- 2020 – Quando

### Apparizioni in raccolte
- 2001 – Una cosa speciale in Uncage your punk side
- 2002 – Nuova identità in Fosbury: Primo Salto
- 2004 – Rise in Rise Against AIDS (con i Meganoidi)
- 2007 - Ogni adolescenza in Diritti N.O.N Umani[32]
- 2008 – Gennaio in Il dono - Artisti vari reinterpretano i Diaframma
- 2008 – Around the World in Post-Remixes vol.1
- 2010 – La faccia della luna in Materiali resistenti (riarrangiata dai port-royal)
- 2012 – I lupi in Tributo a Ivan Graziani